# Luksemburg na Letnich Igrzyskach Paraolimpijskich 2008
Luksemburg na Letnich Igrzyskach Paraolimpijskich w Pekinie reprezentował 1 zawodnik - kolarz Peter Lorkowski. Był to szósty występ Luksemburgu na Paraolimpiadzie - pierwszy raz w 1976. Zarówno na tych, jak na poprzednich igrzyskach żaden reprezentant tego kraju nie zdobył medalu.

## Kadra

### Kolarstwo
- Peter Lorkowski

jazda indywidualna na czas - czas 25:05,34 (strata do zwycięzcy: 4:48,82)
jazda indywidualna ze startu wspólnego - czas 1:34:04 (strata 12:24 do zwycięzcy)